# Junya Suzuki (fotbollsspelare född januari 1996)
Junya Suzuki (鈴木 準弥 Suzuki Junya?), född 7 januari 1996 i Shizuoka prefektur, är en japansk fotbollsspelare.
Suzuki började sin karriär 2018 i VfR Aalen. Efter VfR Aalen spelade han för Fujieda MYFC och Blaublitz Akita.